# Alexander Efimkin
Aleksandr Aleksándrovich Efimkin, em russo:  Александр Александрович Ефимкин, transliterado ao inglês como Alexander Efimkin é um ciclista profissional russo, nascido a 2 de dezembro de 1981 na localidade de Kuipshev (Rússia).
O seu irmão gémeo Vladimir é também ciclista profissional.
Estreiou como profissional no ano de 2006 com a equipa Barloworld, seguindo os passos do seu irmão. A temporada de 2009 encontraram-se na equipa francêsa AG2R.

## Palmarés
2006
- 2º no Campeonato da Rússia em Estrada

2007
- Giro del Capo, mais 1 etapa
- Semana Lombarda, mais 1 etapa

2011
- Volta à Turquia

## Equipas
- Barloworld (2006-2007)
- Quick Step (2008)
- Ag2r-La Mondiale (2009-2010)
- Team Type 1-Sanofi Aventis (2011-)